# داویت نارمانیا
داویت نارمانیا (گرجی: დავით ნარმანია ; متولد ۷ مارس ۱۹۷۹) یک سیاستمدار گرجستانی و شهردار سابق تفلیس، پایتخت گرجستان، از سال ۲۰۱۴ تا ۲۰۱۷ است. او که یک اقتصاددان با سابقه آکادمیک بود، از سال ۲۰۱۲ تا ۲۰۱۴ وزیر توسعه منطقه ای و زیرساخت گرجستان بود. او در ژوئیه ۲۰۱۴ به عنوان نامزد حاکم ائتلاف رویای گرجستان در رقابت شهرداری تفلیس پیروز شد.

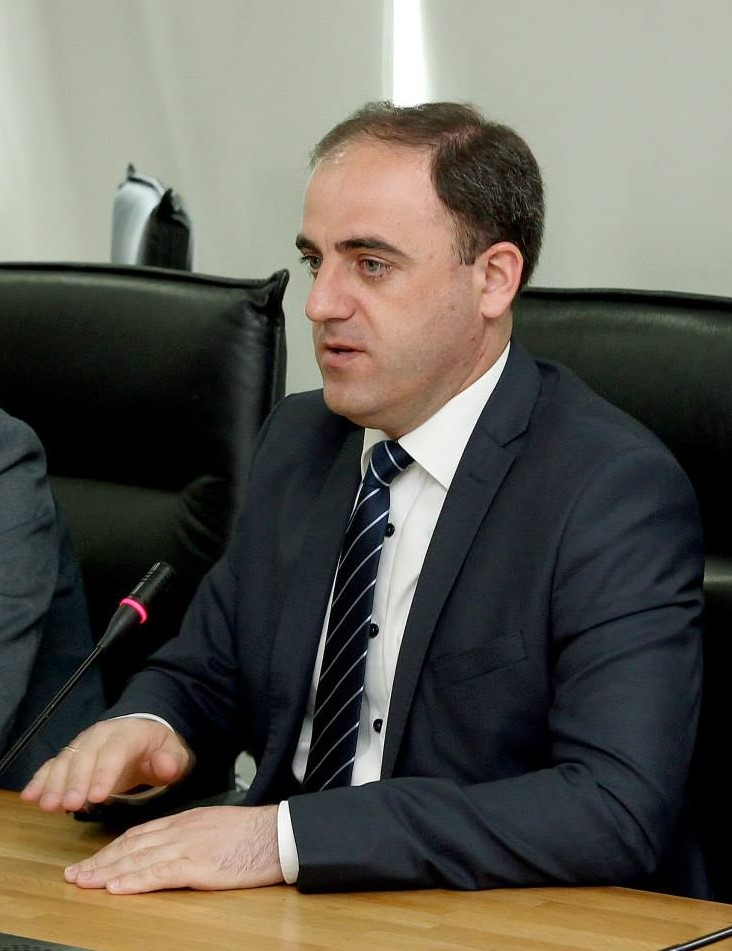
داویت نارمانیا، شهردار تفلیس

داویت نارمانیا در سال ۱۹۷۹ در زوگدیدی در گرجستان آن زمان شوروی متولد شد. او در سال ۱۹۹۶ از دانشگاه دولتی تفلیس در رشته اقتصاد فارغ‌التحصیل شد و در سال ۲۰۰۵ مدرک دکترای خود را از دانشگاه خود دریافت کرد. وی از سال ۲۰۰۱ تا ۲۰۱۲ برای سازمان‌های مختلف دولتی، غیردولتی و خصوصی کار کرد و در رشته اقتصاد سخنرانی کرد. مؤسسه روابط عمومی گرجستان و TSU. او یکی از بنیانگذاران مؤسسه غیردولتی قفقازی برای تحقیقات اقتصادی و اجتماعی و مدیر اجرایی از سال ۲۰۰۹ تا ۲۰۱۲ بود.

## پیوند به زبان‌های دیگر
- مشارکت‌کنندگان ویکی‌پدیا. «Davit Narmania». در دانشنامهٔ ویکی‌پدیای انگلیسی، بازبینی‌شده در ۴ ژانویهٔ ۲۰۲۵.